# Oligacanthorhynchus thumbi
Espèce
Oligacanthorhynchus thumbi est une espèce d'acanthocéphales de la famille des Oligacanthorhynchidae. C'est un parasite digestif du Solénodon paradoxal aux Antilles.